# Matthew Meselson

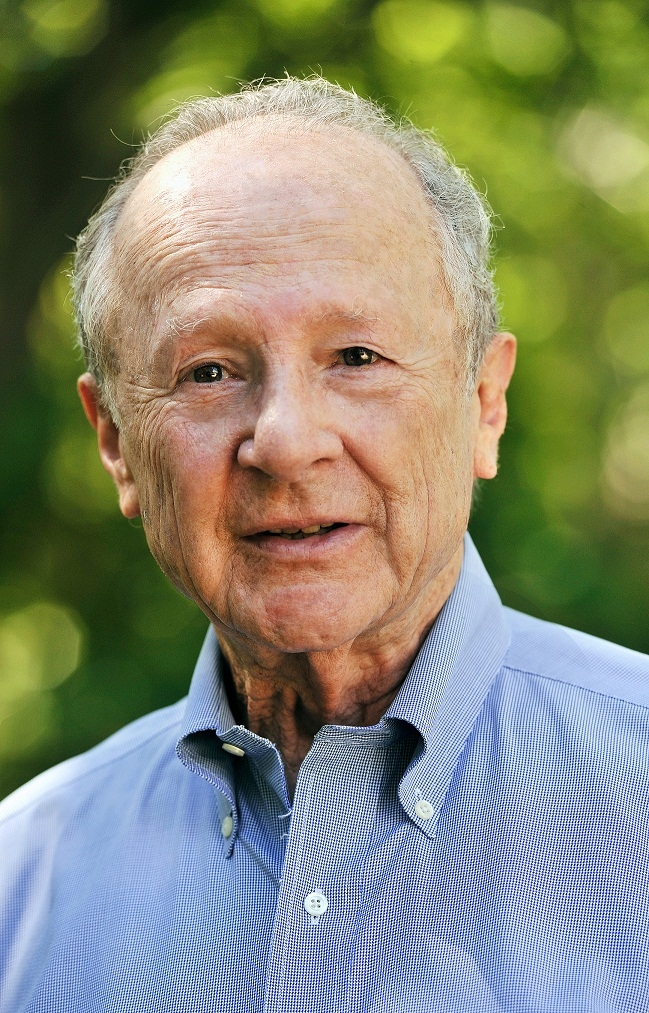

Matthew Stanley Meselson (ur. 24 maja 1930 w Denver, Kolorado, USA) – amerykański biolog molekularny znany przede wszystkim z eksperymentalnego potwierdzenia teorii Watsona-Cricka dotyczącej struktury kwasu deoksyrybonukleinowego (DNA), profesor Uniwersytetu Harvarda w Cambridge (Massachusetts), współdyrektor Harvard Sussex Program, dot. broni chemicznej i biologicznej, członek National Academy of Sciences, American Academy of Arts and Sciences, członek zagraniczny Francuskiej Akademii Nauk, Royal Society i in.